# Casa Sayrach
La Casa Sayrach és un edifici situat a l'avinguda Diagonal i el carrer d'Enric Granados, al barri de l'Esquerra de l'Eixample de Barcelona, catalogat com a bé cultural d'interès nacional.

## Història
Va ser projectada el 1915 i construïda entre aquesta data i 1918 per encàrrec del metge Miquel Sayrach i Carabassa (1853-1937). Tot i que els plànols foren signats per l'arquitecte Gabriel Borrell i Cardona, se n'ha d'atribuir l'autoria al seu fill Manuel Sayrach i Carreras, que encara no posseïa el títol. Uns anys després, quan es va casar, va projectar un altre edifici al costat per a la seva dona Montserrat Fatjó dels Xiprers. Tot que no va deixar un gran nombre d'edificis, la seva obra es caracteritza per la gran originalitat ornamental i la plasticitat dels volums, amb un estil molt personal que l'aproxima en certa manera al de Gaudí.
La casa Sayrach s'emmarca dins del corrent modernista en la seva vessant més tardana, i és considerat com el darrer gran edifici barceloní rellevant d'aquest estil. Va guanyar el concurs anual d'edificis artístics de l'Ajuntament de Barcelona l'any 1917, i va ser coneguda com a «casa de la nata», pel color blanc de la coberta, o com a «casa dels ossos», per l'especial disseny de les columnes.

## Descripció

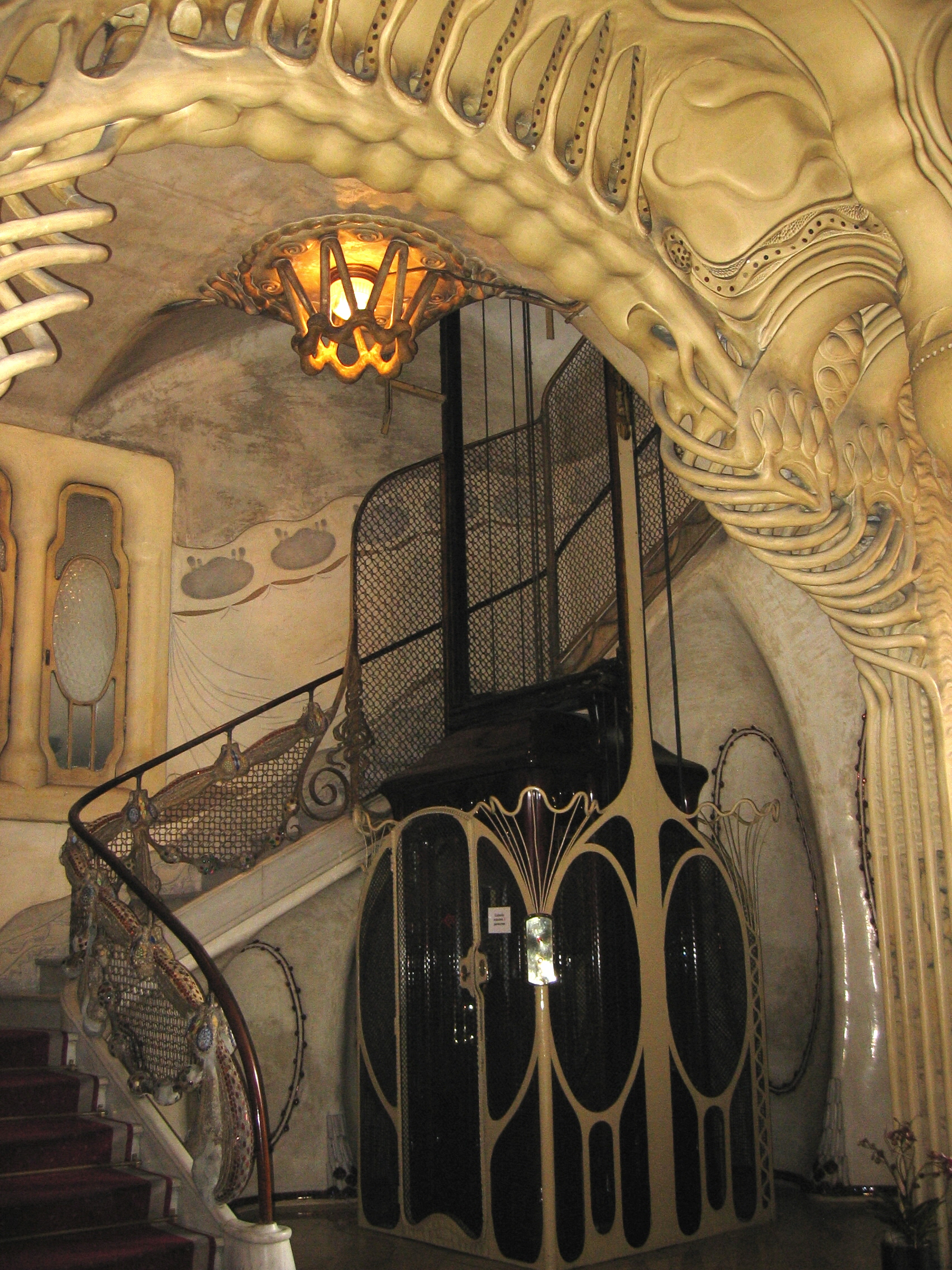
Vestíbul de la casa Sayrach amb formes d'inspiració anatòmica

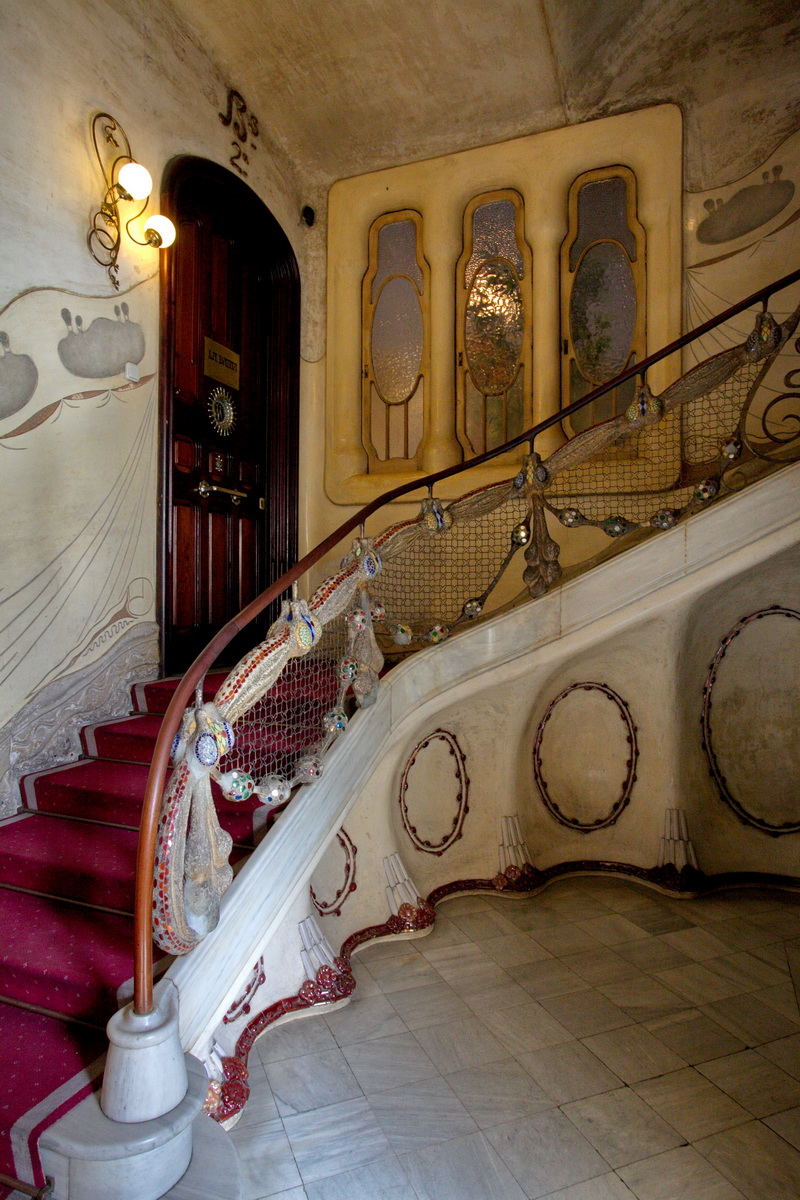
Escala d'accés al principal

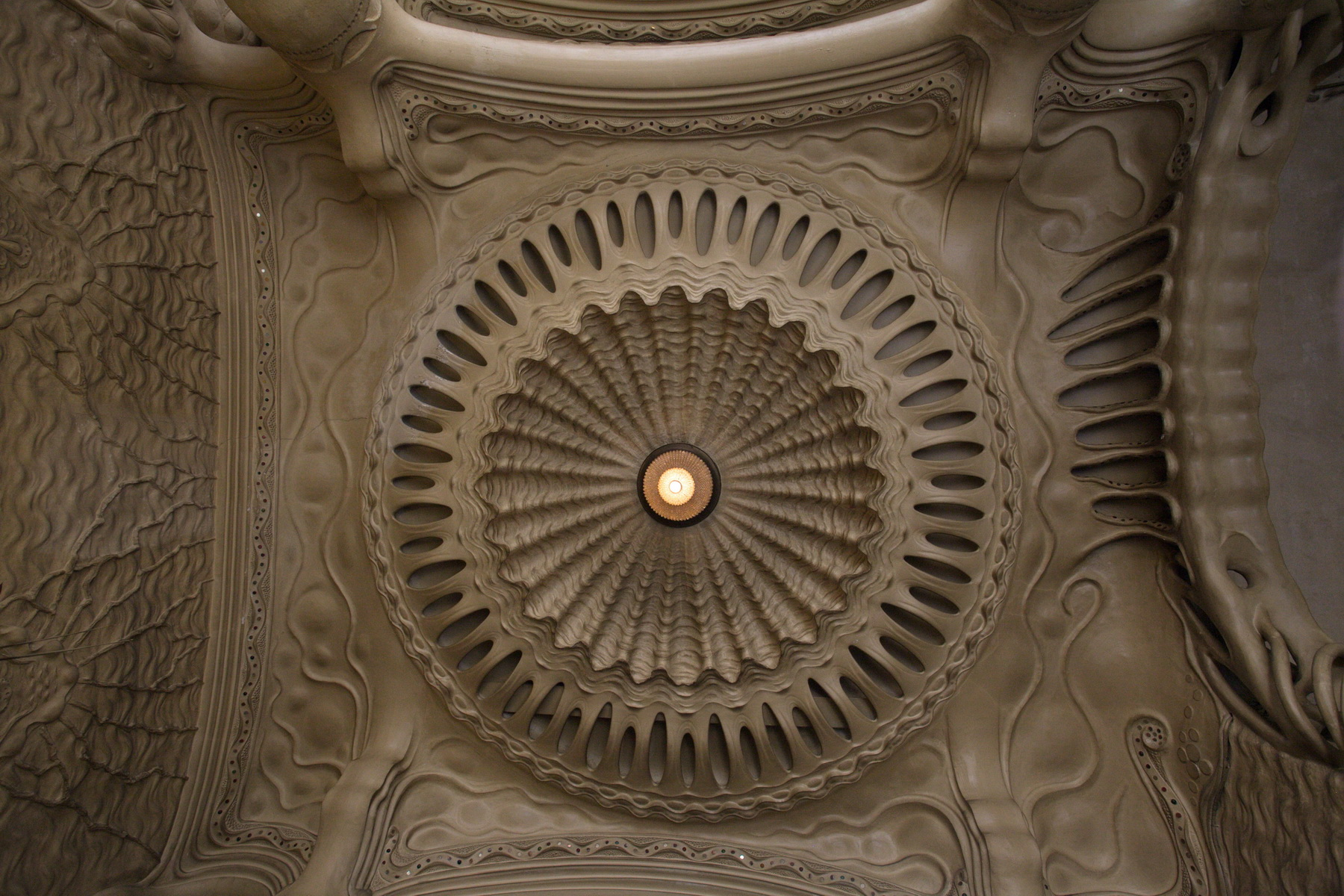
Sostre amb motius marins

Disposa d'una planta poligonal molt irregular, amb nombrosos celoberts al centre i a les mitgeres amb les finques veïnes que permeten donar llum i ventilació a les estances interiors de la finca. Les estances posteriors s'obren al pati d'illa a través d'unes galeries cobertes. Una de les característiques més rellevants del projecte arquitectònic original, és la presència d'uns vestíbuls de forma ovalada anomenats rotonda, localitzats a la planta baixa i al pis principal.
L'edifici consta de soterrani, entresòl, pis principal, tres pisos més i un sota coberta. Disposa també de dues façanes que, per la seva configuració en angle, s'articulen a través d'un cos central torrejat. Aquesta estructura sobresurt de la cota d'alçat de l'edifici i es remata amb una coberta de cuculla a sobre d'un templet columnari de formes sinuoses. Aquesta estructura torrejada (configurada com un cos calat amb tres finestres trífores gran plasticitat per pis) es repeteix a banda i banda de les façanes però la coberta, a diferència de la central, es limita a un element cupulat a cota amb la resta. La coberta disposa d'unes obertures trilobulades de formes arrodonides que donen gran plasticitat al conjunt.
El nivell de soterrani es configura a la façana a manera de basament de pedra corregut, a sobre del qual es disposen les finestres de l'entresòl que queden emmarcades per la sinuosa motllura que separa sengles nivells. Totes les finestres de les façanes (a excepció del pis principal) tenen la mateixa configuració exterior, amb un arc de mig punt de formes arrodonides i obertes a un balcó. Aquests balcons són diferents a cada nivell. Així, mentre que al pis principal i primer presenten llosana i barana de pedra, als pisos superiors, la barana es metàl·lica. Pel que fa a les finestres, cal destacar el tractament diferenciat de les obertures del pis principal que en tractar-se de la planta més noble de la finca presenten una major monumentalitat. El pis principal cap a la banda de la Diagonal es configura com un pany calat que va de banda a banda de la façana gràcies al cos de finestres que, a manera de galeria columnària, només es veu interrompuda al tram central per la presència d'una gran tribuna tancada en voladís.
L'accés es troba a la Diagonal. La porta, emmarcada per dues grans columnes que es configuren com l'arrencament de la tribuna del pis principal, es caracteritza per la gran rotunditat formal i la gran qualitat material. A la banda esquerra d'aquesta porta s'hi troba adossada una porta més petita que es correspon amb l'entrada a la porteria de la finca, totalment independitzada de la resta del vestíbul gràcies a una estructura de fusta i vidre.
Traspassada la porta de l'entrada s'accedeix a un vestíbul de grans dimensions i planta rectangular que a manera de passadís, es caracteritza per la gran profusió decorativa del sostre i les parets. Es tracta d'un espai dividit en tres trams, dos d'ells coberts amb volta i un -el central- amb cúpula que se sostenen a través d'unes columnes llises de pedra. Tant les parets com els sostres estan profusament decorats a través de baixos i mitjos relleus de guix i pedra que reprodueixen nombrosos elements d'inspiració marinera. Així les parets presenten un acabament rugós i esculpit que reprodueix las ones del mar i unes figures que recorden les meduses. Les voltes recorden la rugositat de les closques de les caracoles i petxines i la cúpula central es presenta com un joc de textures i formes que recorda una gran venera. En aquest sentit un dels elements més representatius de l'edifici i més impactants pel gran treball escultòric i decoratiu, és l'escala i l'arc d'ingrés a aquesta. L'escala es localitza al final del vestíbul i es troba emmarcada per un gran arc d'accés que reprodueix l'esquelet d'una balena.
En aquest espai es troba a també l'ascensor de fusta, que es troba envoltat per una estructura de ferro, la decoració del qual segueix els models ornamentals emprats en la porteria. Les parets de l'escala es troben decorades amb un estuc planxat amb unes figures que recorden meduses.